# Урош Предич
Урош Предич (серб. Урош Предић, 25 листопада (7 грудня) 1857, Орловат — 11 лютого 1953, Белград) — сербський живописець, відомий художник-реаліст.

## Біографія
Урош Предич закінчив гімназію в Панчево (згодом ця школа стала носити його ім'я). Після гімназії вирушив на навчання до Відня. Написав 13 картин міфологічного змісту для будівлі австрійського парламенту. 
У 1885 році повернувся до Орловата, де написав серію картин з життя односельчан. З 1909 року до кінця свого життя проживав та працював у Белграді. Помер у 1953 році на 96-му році життя. За бажанням художника, його поховали на кладовищі в Орловаті.

Найпопулярніша картина — «Косівська дівчина», що присвячена Битві на Косовому полі.

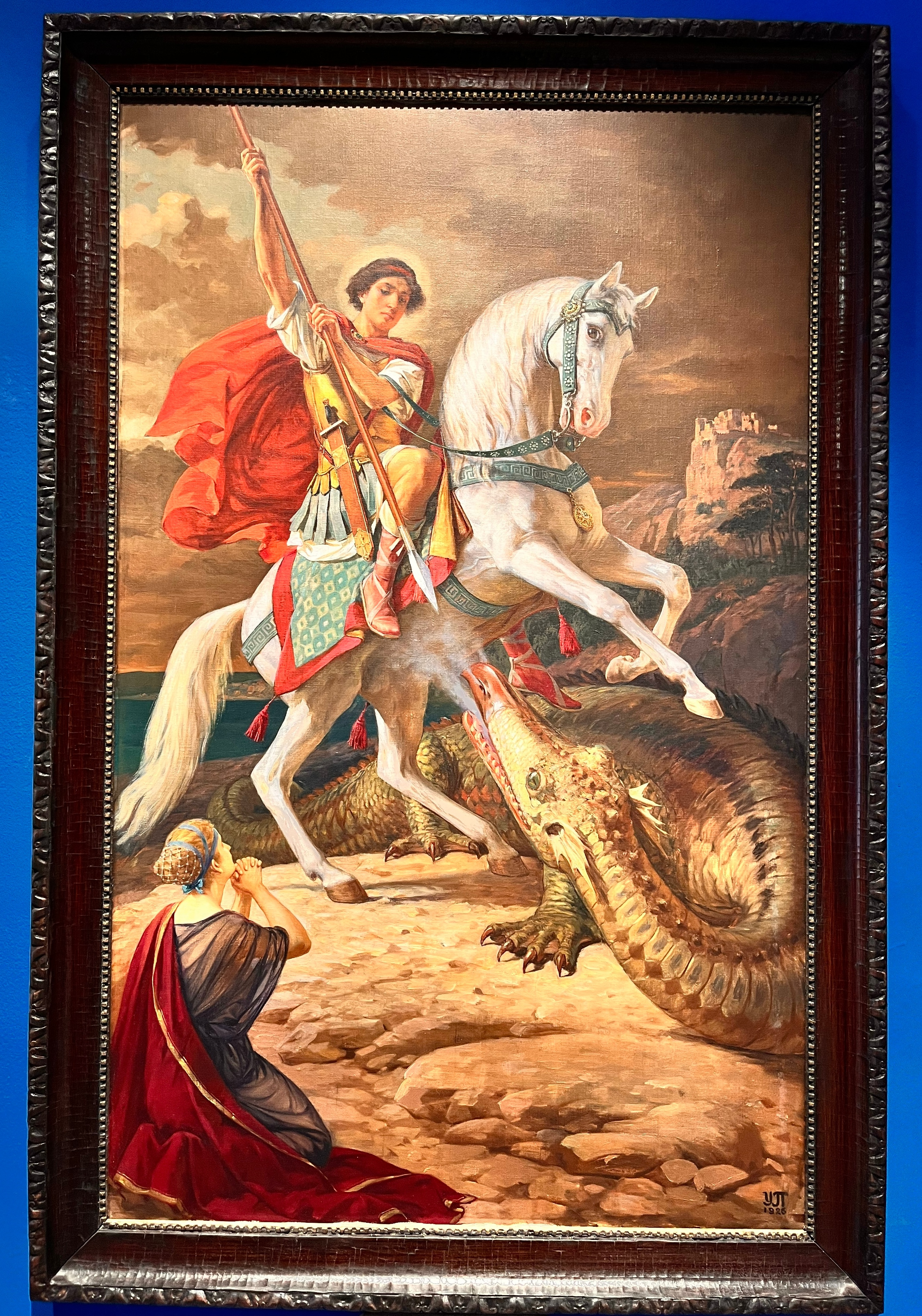
Святий Георгій, церква святого великомученика Гергія в селі Костолац, Пожаревац, 1926 рік.
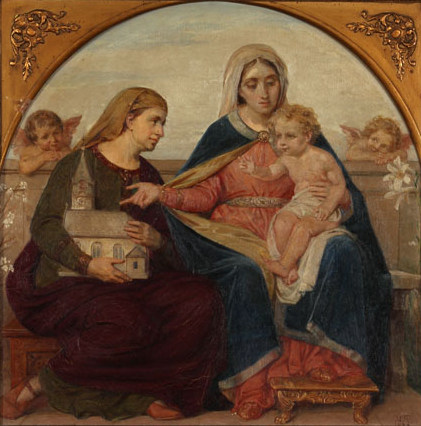
Свята Анна і Богородиця з Ісусом, 1923 рік.
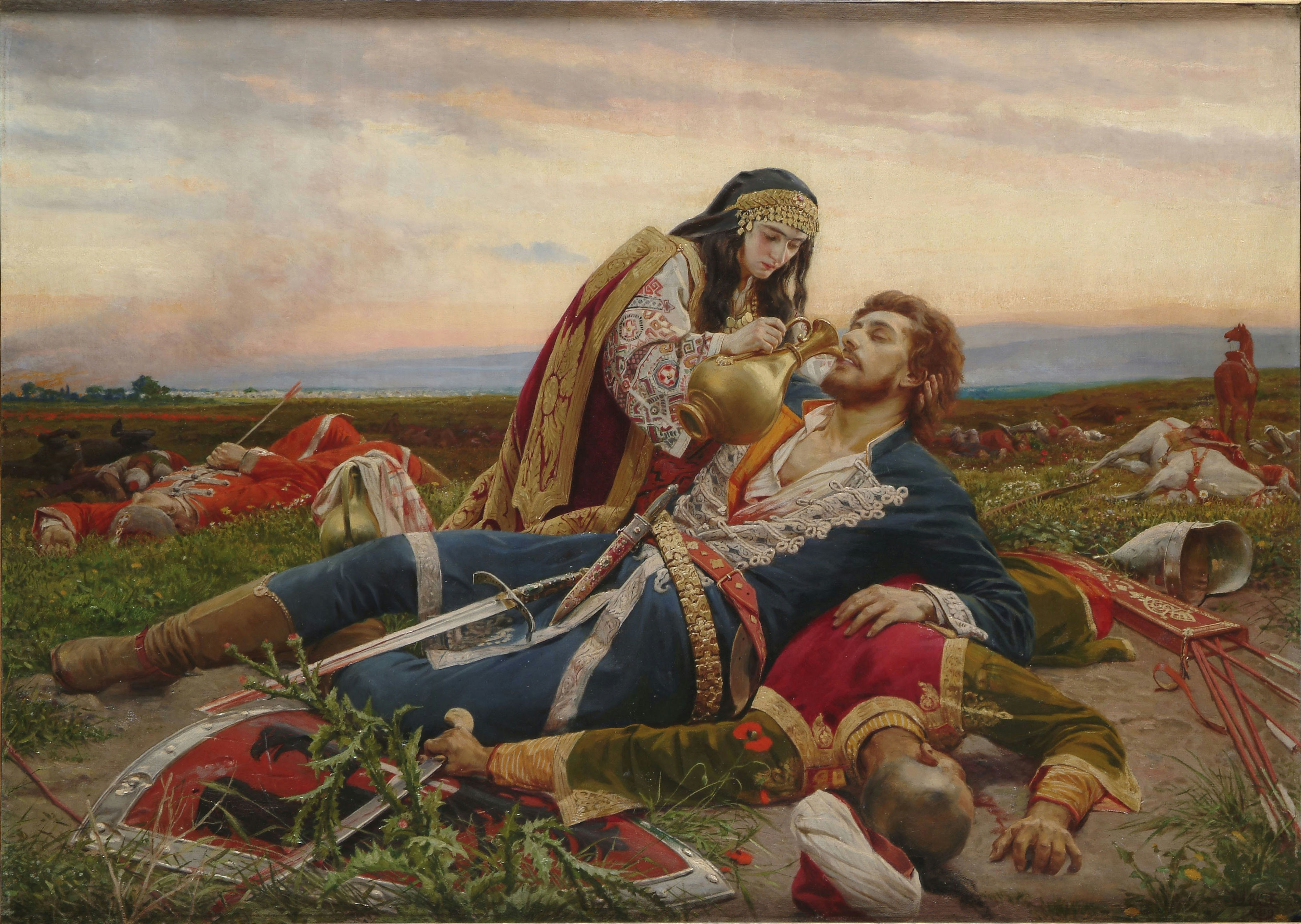
Косівка, 1919 рік
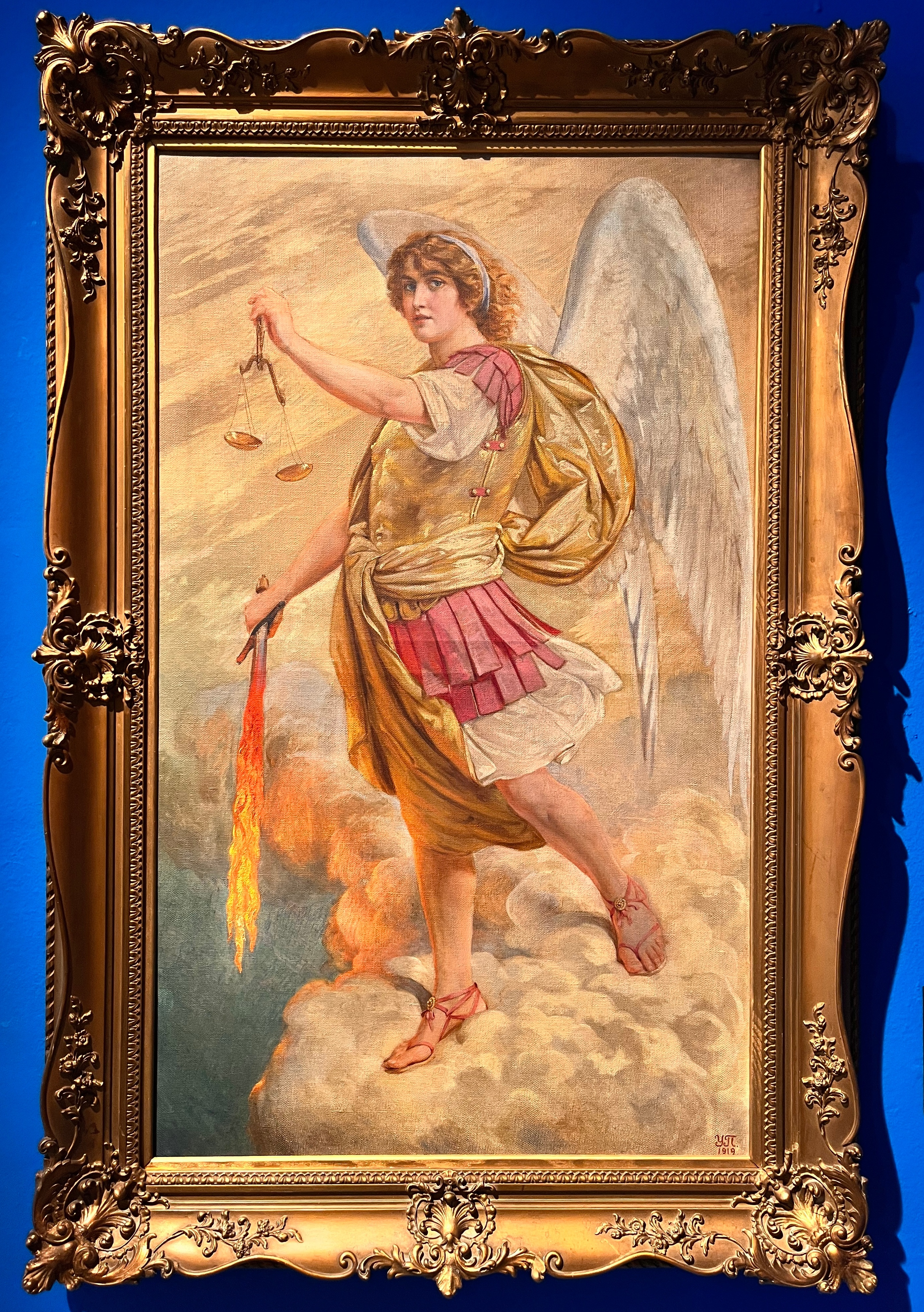
Святий Архангел Михаїл, Музей Сербської Православної Церкви, 1919 рік
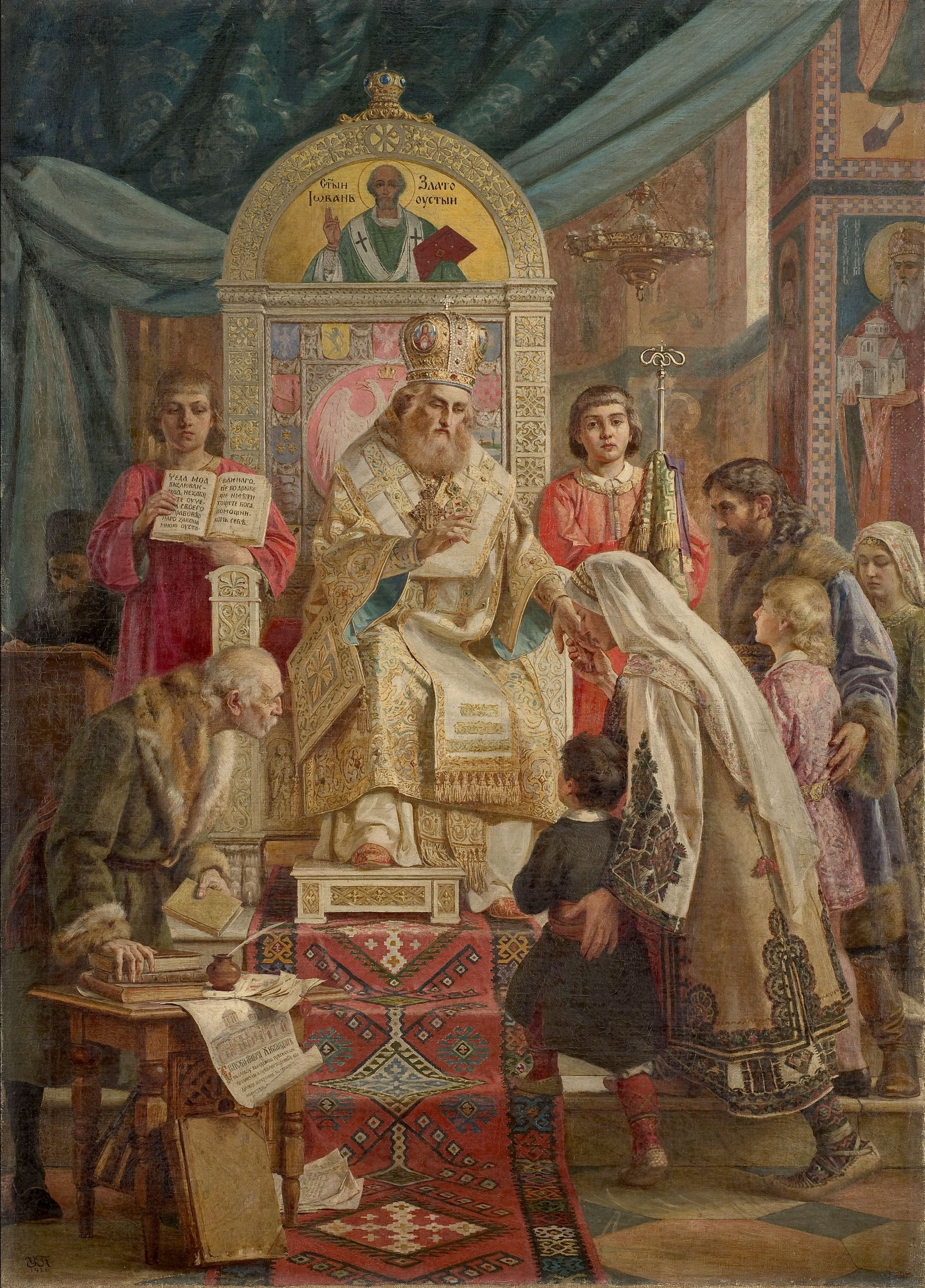
Святий Сава благословляє Српчад, НМС, 1921 р. З приходом до влади комуністів картину викинули з ректорату БУ. Тоді Душан Глумац приводить її на теологічний факультет.